# Iguarima
Iguarima es un género de arañas araneomorfas de la familia Anyphaenidae. Se encuentra en Sudamérica.

## Especies
Según The World Spider Catalog 12.0:
- Iguarima censoria (Keyserling, 1891)
- Iguarima pichincha Brescovit, 1997